# Miševići (Nova Varoš)
Pour les articles homonymes, voir Miševići.
Miševići (en serbe cyrillique : Мишевићи) est un village de Serbie situé dans la municipalité de Nova Varoš, district de Zlatibor. Au recensement de 2011, il comptait 79 habitants.
Mišević est le village natal du voïvode Petar Bojović.

## Démographie
| 1948 | 1953 | 1961 | 1971 | 1981 | 1991 | 2002 | 2011 |
| ---- | ---- | ---- | ---- | ---- | ---- | ---- | ---- |
| 391  | 424  | 418  | 333  | 245  | 146  | 112  | 79   |

|  |